# William Becklean
William Russell Becklean, född 23 juni 1936 i Kansas City i Missouri, är en amerikansk före detta roddare.
Becklean blev olympisk guldmedaljör i åtta med styrman vid sommarspelen 1956 i Melbourne.